# 淑明公主
淑明公主（韓語：숙명 공주，1640年—1699年），朝鮮孝宗李淏與仁宣王后張氏的三女，朝鮮顯宗李棩的姐姐。

## 生平
生於仁祖十八年，仁祖二十六年（1648年）被封為淑明郡主，孝宗即位後改封淑明公主。
孝宗三年（1652年）下嫁吏曹參判沈之源之子沈益顯，育兩子。
肅宗二十五年三月十七日酉時病逝，葬高陽歸來谷。

## 家庭
- 姊：淑愼公主、淑安公主
- 弟：顯宗大王
- 妹：淑徽公主、淑靜公主、淑敬公主、淑寧翁主
- 夫：青平尉沈益顯（1641年－1683年），本貫為青松，字可晦，號竹塢。仁祖十九年八月十九日誕生，肅宗九年七月六日病逝。[7][8]
  - 長子：沈廷輔，配溫陽鄭氏（鄭維岳之女）、全州李氏（李正英之女、寧嬪金氏之姨母）。
    - 嗣孫：沈埉

  - 次子：沈廷協（1659年－1699年），配豐壤趙氏（趙相鼎之女、真宗妃孝純王后的姑婆）。[9]
    - 嗣孫：沈師周

## 影視作品

### 電影
| 片名 | 時間   | 導演   | 演員   | 備註                                                              |
| ---- | ------ | ------ | ------ | ----------------------------------------------------------------- |
|      | 1967年 | 崔銀姬 | 韓美子 | ①英文片名：One-sided Love of Princess ②南貞妊飾演女主角淑敬公主。 |

## 附註
1. ↑  在部分資料稱為次女，這是因為淑愼公主早夭，未被列入的緣故。
2. ↑  《承政院日記》顯宗元年（1660年）3月18日「……淑明公主庚辰生，淑徽公主壬午生，淑靜公主丙戌生，淑敬公主戊子生阿只氏，……」
3. ↑  《仁祖實錄》49卷,仁祖26年(1648年)12月19日(己酉)1번째기사
4. ↑  （1593年－1662年）孝宗朝領議政。
5. ↑  《肅宗實錄》33卷,肅宗25年(1699年)3月17日(丙戌)1번째기사
6. ↑  《承政院日記》肅宗25年（1699年）3月17日「宗親府,淑明公主,當日酉時卒逝。啓。」
7. ↑  《靑平尉沈公墓誌銘》……考領議政諱之源。以雅望相孝廟。娶海平尹氏府院君根壽之孫府使宗之之女。以崇禎辛巳八月十九日壬戌生公。……癸亥季夏得微疾。數日竟不起。公嘗觀五行書。妙解其術。先是謂人曰我以癸亥死。疾未甚。已自知其不起。而怡然不戚曰死生命也。色辭如平日。上遣醫。公謂其醫曰昔余有疾。先王命汝來。今汝又以上命來。前後異數一也。而余不能報。是吾恨也。口授弟益昌書遺言。以訓勑諸子。以七月六日終于正寢。春秋四十三。……
8. ↑  .   [2013-08-18]. （原始内容存档于2017-08-27）.
9. ↑  《先府君行狀》……考竹塢靑平尉諱益顯。妣淑明公主。孝宗大王第二女。公以孝廟十年己亥九月二十三日生。……己卯春。上臨視貴主疾。仍臨公所處外軒。名風月。親製詩若小引。以示寵異之意。聞者榮之。未幾。貴主棄世。公毁瘠成疾。杖而後起。而猶朝夕號擗不撤。人不知公有疾也。至八月疾漸㞃。上遣御醫持藥物診視。竟以是月二十八日終。享年四十一。……
10. ↑  電影海報